# Гартман, Густав
Густав Гартман (нем. Gustav Hartmann; 10 июня 1842 — 20 октября 1910) — немецкий промышленник, основатель Русского общества машиностроительных заводов Гартмана (ныне Луганский тепловозостроительный завод), владевший машиностроительным заводом в (саксонском городе Хемниц).

## Биография
Густав Гартман родился 10 июня 1842 в Хемнице, Германия, в семье фабриканта Рихарда Гартмана, основателя машиностроительного завода в Хемнице (de:Sächsische Maschinenfabrik).
Окончив Хемницкое коммерческое училище, Густав Гартман начинает работать на литейно-угольном предприятии в Гамбурге, а затем, на паровозостроительном заводе в Манчестере (Англия).
С 1865 года Г. Гартман работает в фирме отца. После преобразования её в акционерное общество — акционер.
Со временем Гартман становится совладельцем Саксонского Машиностроительного завода, затем его директором.
- В 1881 г. — переезжает из Хемница в Дрезден, где реконструирует заводы в Лауххаммере.
- В 1895 г. — приобретает участок земли в Луганске для постройки паровозостроительного завода (впоследствии «Ворошиловградский завод имени Октябрьской революции»(«ВЗОР»), ныне Луганский тепловозостроительный завод).
- В 1896 г. — основывает «Русское общество машиностроительных заводов Гартмана».
- В 1903 г. — занимает пост тайного финансового советника королевства Саксония.
- В 1909 г. — присвоено звание доктора-инженера Технической школой Дрездена.

Среди многих наград, Гартман удостоен креста II степени королевского ордена Дома Гогенцоллернов.
Умер во время лечения на курорте близ Мюнхена. Около семи тысяч человек в родном Хемнице провожали своего знаменитого земляка в последний путь.
Именем Густава Гартмана названа одна из улиц Дрездена.

## Семья
В 1870 году Густав Гартман женился на Кристине Эмилии Элизе Вахенхузен (1850-1882). В браке родились две дочери Маргарет (в 1874 году) и Элизабет (в 1880 году). После смерти жены в 1882 году Гартман женится второй раз, на её младшей сестре Мари Вахенхузен (1853-1911).